# Захария Хризополитан
Захария Хризополитан (лат. Zacharias Chrysopolitanus; ум. около 1155) — экзегет западной церкви XII века.

## Биография
Происходил, вероятно, из Безансона, который в Средние века назывался Хризополем; был членом ордена премонстрантов в г. Лаоне. Главное его сочинение: «In unum ex quatuor sive de coneordia evangelistarum», где он пытается установить гармонию между четырьмя евангелистами. Издано Минем («Patrologia», series latina, том 186). Главным источником его были западные отцы церкви; восточными он пользовался редко.